# FreedomBox
FreedomBox és un sistema operatiu de servidor domèstic de programari lliure basat en Debian, amb el suport de la FreedomBox Foundation. Llançat el 2010, FreedomBox ha passat de ser un sistema de programari a convertir-se en un ecosistema que inclou una comunitat de manteniment propi, així com alguns productes comercials.

## Història
El projecte va ser anunciat per Eben Moglen, professora de dret a la Columbia Law School, en un discurs anomenat "Freedom in the Cloud" a la reunió ISOC de Nova York el 2 de febrer de 2010. En aquest discurs, Moglen va predir el dany que Facebook faria a la societat: "El senyor Zuckerberg ha assolit un historial poc envejable: ha fet més mal a la raça humana que ningú de la seva edat". En resposta directa a l'amenaça de Facebook el 2010, Moglen va argumentar que FreedomBox hauria de proporcionar les bases per a una web alternativa. Com assenyala Steven J. Vaughan Nichols, "[Moglen] va veure el desordre cap al qual ens dirigíem fa gairebé deu anys... Això va ser abans que Facebook demostrés ser totalment incompetent amb la seguretat i vengués les vostres dades a Cambridge Analytica per estafar a 50 milions d’usuaris de Facebook dels EUA amb propaganda personalitzada anti-Clinton i pro-Trump a les eleccions del 2016".
El 4 de febrer de 2011, Moglen va formar la FreedomBox Foundation per convertir-se en la seu organitzativa del projecte, i el 18 de febrer de 2011, la fundació va iniciar una campanya per recaptar 60.000 dòlars en 30 dies al servei de finançament col·lectiu Kickstarter. L'objectiu es va assolir el 22 de febrer i el 19 de març de 2011 la campanya va acabar després de recollir 86.724 dòlars de 1.007 patrocinadors. Els primers desenvolupadors pretenien crear i preservar la privadesa personal proporcionant una plataforma segura per crear aplicacions digitals descentralitzades i que permetessin a l'usuari un major control. Es va prendre com a base FreedomBox per a ordinadors connectats i ordinadors de placa en miniatura que es poden ubicar fàcilment en residències o oficines. Després del 2011, el projecte FreedomBox va continuar creixent sota diferents lideratges.
El 2017, el projecte va tenir tant d’èxit que "l'empresa de tecnologia mundial del sector privat ThoughtWorks havia contractat dos desenvolupadors a l’Índia per treballar en FreedomBox a temps complet". El projecte FreedomBox assoliria un ecosistema de programari propi, amb les contribucions de més de 60 desenvolupadors al llarg de la història del projecte.
El 2019, la Fundació FreedomBox va anunciar que el primer producte comercial FreedomBox seria venut per Olimex, un fabricant de maquinari.

## FreedomBox i Debian
FreedomBox és un projecte Debian Pure Blend, és a dir, per facilitar la instal·lació i l'administració d'ordinadors per als usuaris objectius. Totes les aplicacions de FreedomBox s'instal·len com a paquets Debian. I el mateix projecte FreedomBox distribueix el seu programari a través dels dipòsits de Debian.
La dependència de Debian per al manteniment del programari, és un dels motius pels quals FreedomBox ha perdurat a diferència d'altres projectes similars que feien servir scripts d'instal·lació manual. FreedomBox inclou actualitzacions automàtiques de programari impulsades per Debian.

## Neutralitat del maquinari

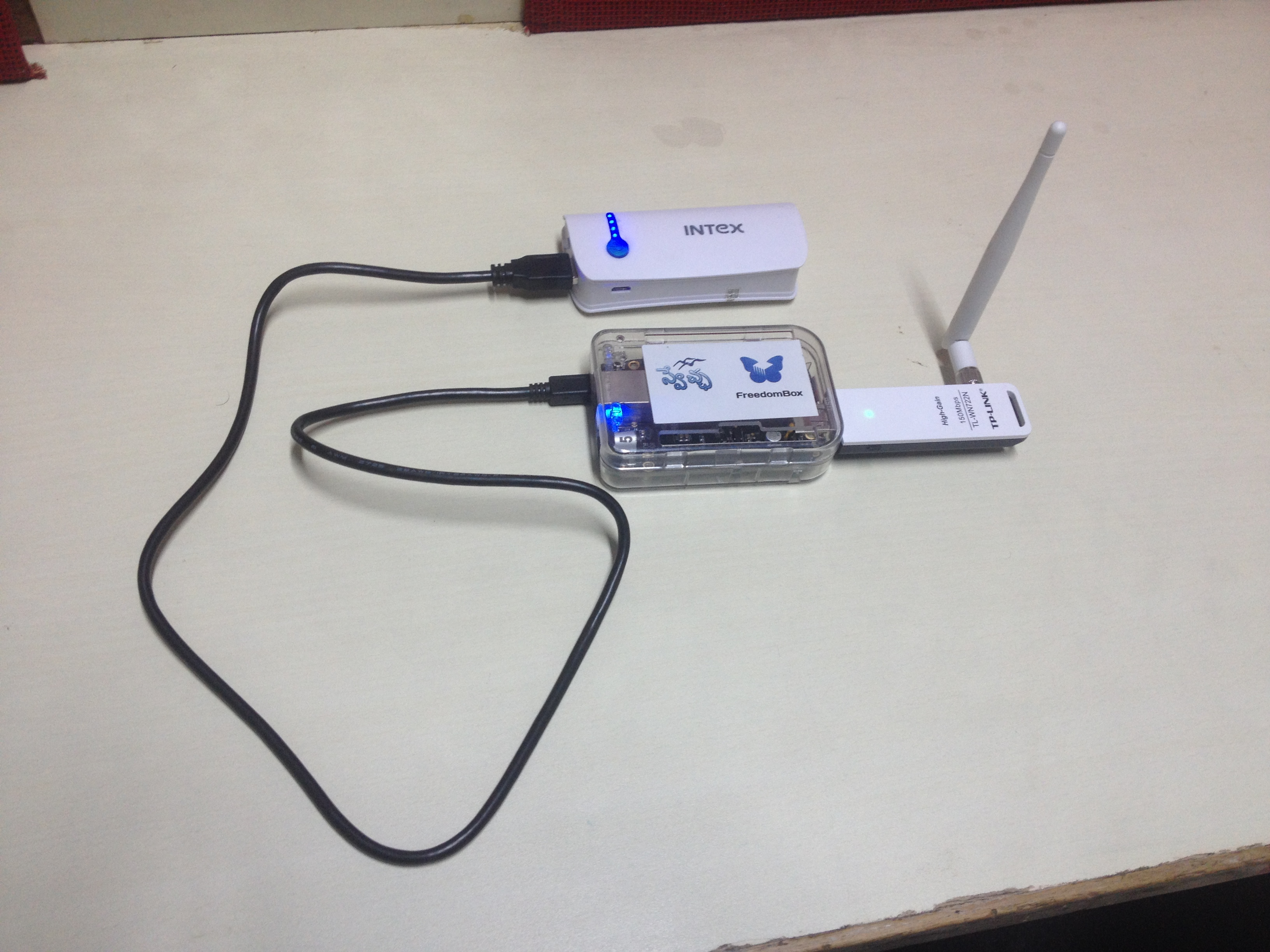
FreedomBox en un sistema de xarxa local basat en una placa Arduino dissenyat per Swecha, una organització sense ànim de lucre amb seu a Hyderabad (Índia).

FreedomBox està dissenyat per ser neutral en matèria de maquinari: els seus desenvolupadors pretenen que es pugui instal·lar en gairebé qualsevol maquinari de l'ordinador. Un dels avantatges de ser Debian Pure Blend és que FreedomBox hereta la diversa compatibilitat de maquinari de Debian.
A partir d’abril de 2019, FreedomBox s'empaqueta en imatges del sistema operatiu personalitzat per a 11 ordinadors de placa única. El maquinari presentat actualment per al seu ús amb el programari FreedomBox s'explica a la pàgina Maquinari de la web oficial, i es prefereixen els dissenys OSHW, com l'Olimex A20 OLinuXino Lime 2 o BeagleBone Black. També les plaques de codi tancat tancades com DreamPlug, Cubietruck, i Raspberry Pi 2, 3 i 4 són opcions possibles, i d'altres que estan en desenvolupament. A més d'una imatge personalitzada per VirtualBox, FreedomBox es pot instal·lar addicionalment també sobre una instal·lació Debian neta.

## Producte comercial
El 22 d’abril de 2019, la Fundació FreedomBox va anunciar el llançament a la venda del primer producte comercial FreedomBox. El "Pioneer Edition FreedomBox Home Server Kit" que seria produït i venut per Olimex, una empresa que crea maquinari de codi obert. El periodista tecnològic Steven J. Vaughan-Nichols va dir sobre el llançament del producte FreedomBox:
| « | (anglès) It's designed from the ground-up to make it as hard as possible for anyone to exploit your data. It does this by putting you in control of your own corner of the Internet at home. Its simple user interface lets you host your own Internet services with little expertise. | (català) Està dissenyat bàsicament perquè sigui tan difícil com sigui possible per a qualsevol altra persona explotar les teves dades. Ho fa posant-vos al control del vostre propi racó d'Internet a casa. La seva senzilla interfície d'usuari us permet allotjar els vostres propis serveis d'Internet amb poca experiència. | » |
| — VAUGHAN-NICHOLS, Steven J.. "Put the internet back under your control with the FreedomBox". ZDNet. (22 d'abril de 2019) | | |   |

El producte estaria dissenyat per facilitar que les persones profanes poguessin allotjar els seus propis servidors. L'escriptor tecnològic Glyn Moody va assenyalar que "el projecte FreedomBox és extremadament valuós, sobretot per demostrar que es poden construir sistemes distribuïts. La nova solució comercial és particularment benvinguda per reduir encara més les barreres a la participació".